# Finition (construction)
 (avril 2011).
Si vous disposez d'ouvrages ou d'articles de référence ou si vous connaissez des sites web de qualité traitant du thème abordé ici, merci de compléter l'article en donnant les références utiles à sa vérifiabilité et en les liant à la section « Notes et références ».
Pour les articles homonymes, voir Finition.
En architecture et en construction, les finitions désignent de manière collective, les techniques mises en œuvre pour achever le bâtiment : enduits, peintures, chapes, carrelage, etc. Selon l'acception locale, elles font ou non partie du second œuvre quand la terminologie pour celui-ci est utilisée.  

## Métiers liés
- Peintre en bâtiment[1]
- Menuisiers[1]
- Vitriers[1]
- Carreleurs[2]
- Soliers[2]
- couvreurs[2], zingueurs[2]
- plâtriers[2]
- Plombiers, tuyauteurs[2]
- électriciens[2]

## Sont repris dans les finitions
- Les enduits et plafonnage intérieurs que l'on peut distinguer en parois verticale et plafonds. Les enduits décoratifs, de finition, de peintre avant travaux de peinture, d'égalisation.
- Les plaques de plâtre y compris accessoires.
- Les moulures.
- Les plafonds tendus ou suspendus et accessoires.
- Les barrières acoustiques.
- Les revêtements muraux en carrelage, papier peint, revêtement mural PVC.
- Les chapes et sous-chapes.
- Les tapis, moquettes, carreaux souples.
- Les finitions d'escalier.
- Les peintures extérieures et intérieures.
- Les plinthes et entre-portes et fenêtre.